# Лиминьяна, Эва
Эва Лиминьяна Салаверри (исп. Eva Limiñana Salaverri, в замужестве Бор, нем. Bohr; 22 декабря 1895, Гуалегуайчу, провинция Энтре-Риос, Аргентина — 27 сентября 1953, Мехико), известная также под псевдонимом Герцогиня Ольга (исп. Duquesa Olga) — аргентинско-мексиканская пианистка, композитор, дирижёр, сценарист и продюсер.
В раннем детстве вместе с семьёй перебралась в Чили, где в шестилетнем возрасте дебютировала на концертной сцене в Вальпараисо. Окончила Национальную консерваторию Чили по классу фортепиано (1911), ученица Роберто Дункера Лавалье. Совершенствовала исполнительское мастерство в Берлине у Мартина Краузе, затем училась в Колумбийском университете и совершенствовала своё мастерство под руководством Тересы Карреньо. В 1916 г. выступила с концертом в Нью-Йорке, к этому времени относится несколько записей Лиминьяны как классической пианистки (Фридерик Шопен, Энрике Соро).
В 1920-х гг. жила и работала в Буэнос-Айресе, возглавляла оркестр танцевальной музыки под разными названиями, в том числе как Аргентинский креольский оркестр (исп. Orquesta Criolla Argentina), осуществила несколько записей. В 1925 году познакомилась с музыкантом и кинематографистом Хосе Бором и вышла за него замуж; аккомпанировала Бору как певцу при исполнении песен и танго его или её сочинения, в начале 1930-х гг. супруги Бор записали некоторые из них.
В 1934 г. вместе с мужем отправилась в Мексику, где на протяжении десятилетия работала как сценарист и продюсер кинофильмов, в которых её муж выступал режиссёром и/или ведущим актёром (в общей сложности 8 фильмов); в последней ленте, «Моя Лупе и моя лошадь» (исп. Mi lupe y mi caballo; 1942, в главной роли Мария Луиса Сеа), снятой уже после развода с Бором, выступила как сорежиссёр (с Карлосом Туссеном), однако после того, как фильм из-за финансовых неурядиц был на два года положен на полку, отказалась от продолжения кинематографической карьеры.
Дочь — актриса Кармелита Пардо, замужем за Педро Армендарисом; внук — Педро Армендарис-младший.